# Asmild Sogn
Asmild Sogn er et sogn i Viborg Domprovsti (Viborg Stift).
I 1800-tallet var Asmild Sogn og Tapdrup Sogn annekser til Viborg Domsogn. Begge annekser hørte til Nørlyng Herred i Viborg Amt. Asmild-Tapdrup sognekommune blev ved kommunalreformen i 1970 indlemmet i Viborg Kommune.
I Asmild Sogn ligger Asmild Kirke, resten af Asmild Kloster og Asmildkloster Landbrugsskole.
I sognet findes følgende autoriserede stednavne:
- Bruunshaab (bebyggelse)
- Gammel Asmild (bebyggelse, ejerlav)
- Lille Asmild (bebyggelse, ejerlav)
- Overlund (bebyggelse)
- Rindsholm (bebyggelse, ejerlav)
- Søgårde (bebyggelse, ejerlav)
- Ødal Huse (bebyggelse)

Ved sognegrænsen mod syd og øst løber Nørreå, der kommer fra Hald Sø; den optager Mølleå, som kommer fra Viborg Søndersø og fortsætter mod øst. 